# Browning Arms Company
La Browning Arms Company (originariamente chiamata John Moses and Matthew Sandifer Browning Company) è un'azienda statunitense che produce e commercializza armi da fuoco e attrezzature da pesca. Fondata a Ogden nello Utah nel 1878, l'azienda produce una vasta gamma di armi da fuoco tra cui fucili e pistole. Inoltre produce articoli sportivi e da caccia che includono archi, coltelli, canne e mulinelli da pesca.
La società è stata fondata da John Moses Browning inventore di armi da fuoco. Quasi tutti i progetti di John Browning sono stati prodotti su licenza da altre compagnie tra cui Winchester, Colt, Remington e Fabrique Nationale d'Herstal. La Browning è attualmente una sussidiaria di proprietà della FN Herstal.